# Maison Gérard

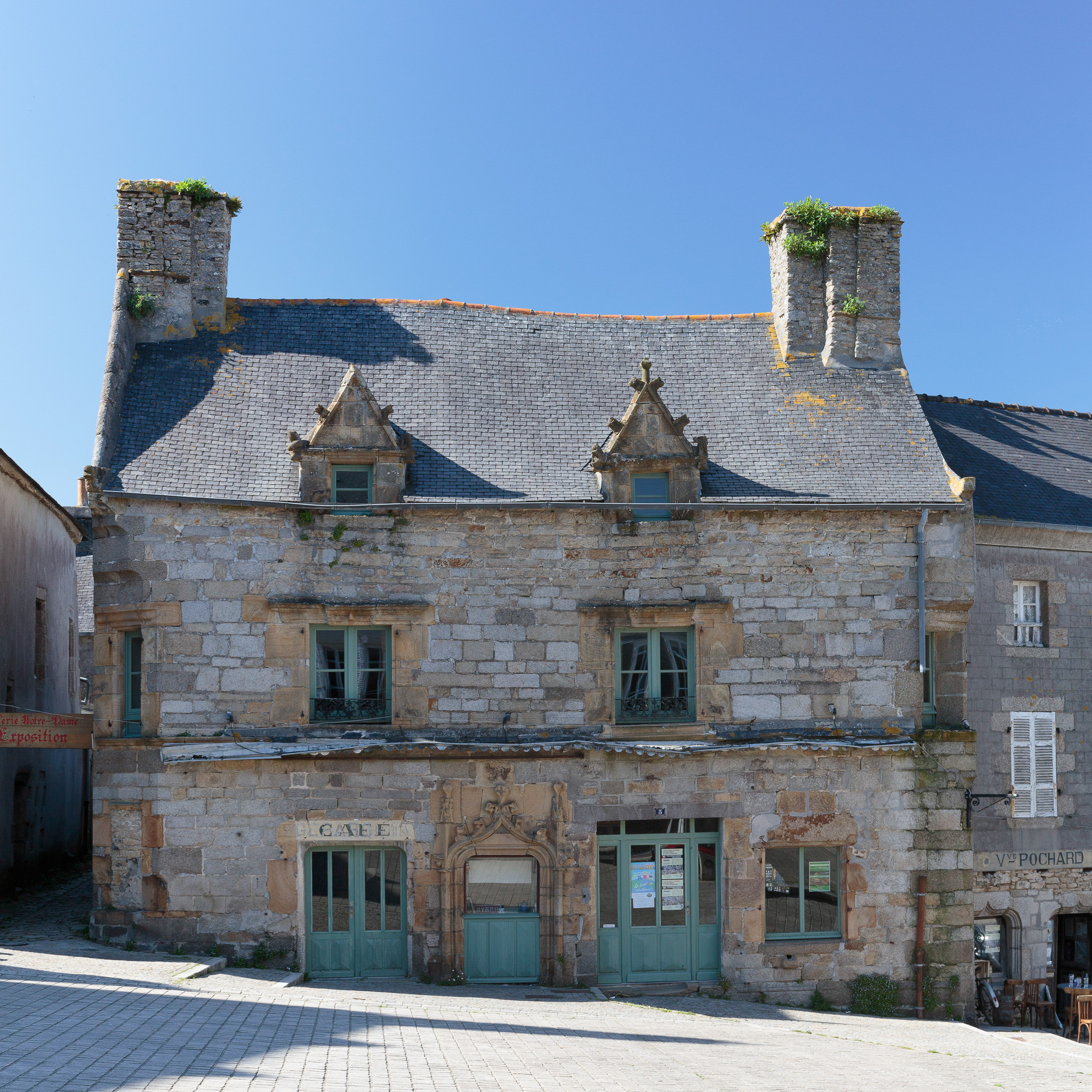
Maison Gérard in Saint-Renan

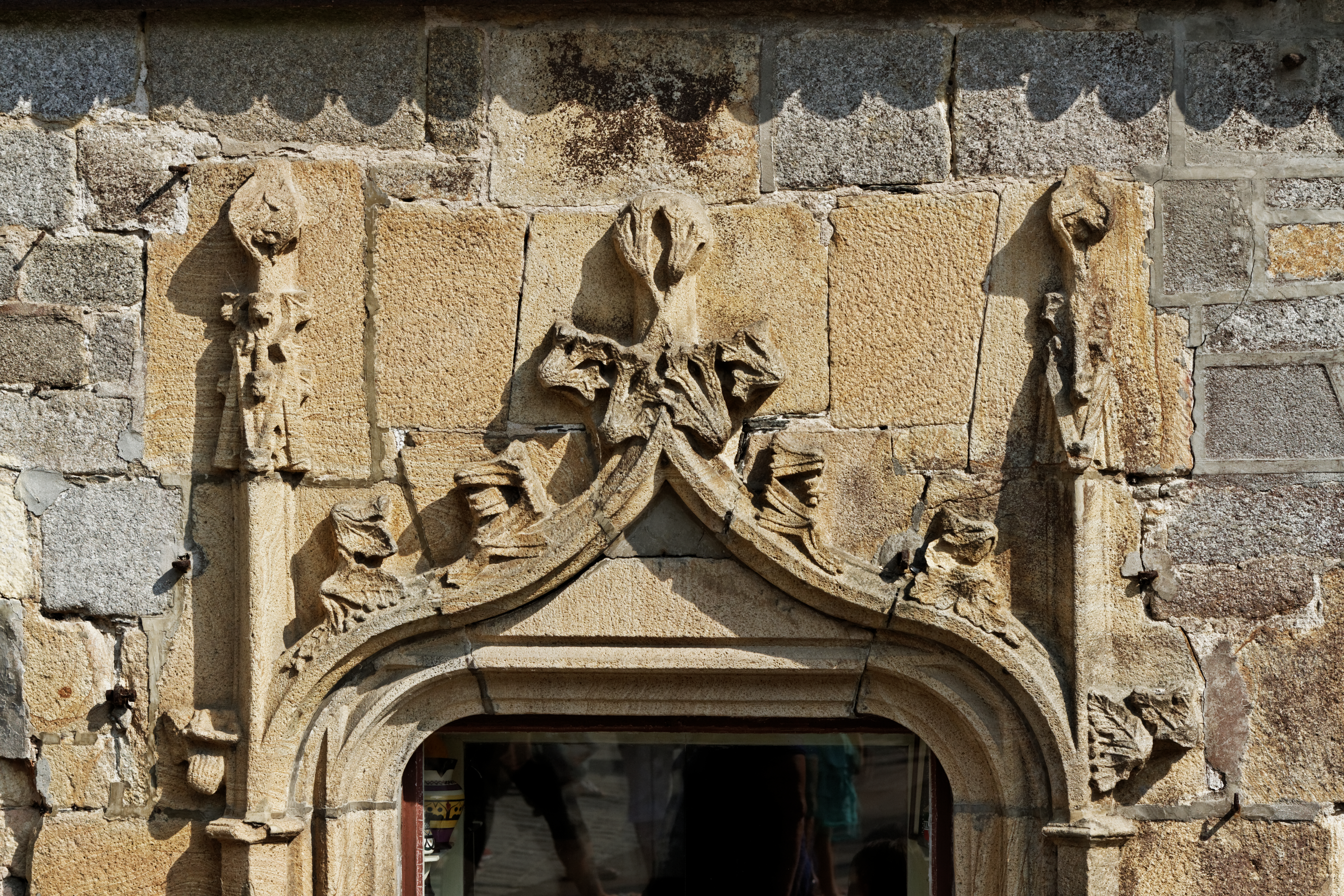
Portalausschmückung

Die Maison Gérard in Saint-Renan, einer französischen Gemeinde im Département Finistère im Nordwesten der Bretagne, wurde im 17. Jahrhundert errichtet. Das Wohn- und Geschäftshaus an der Rue de l’Église Nr. 7 wurde im Jahr 1932 als Monument historique in die Liste der Baudenkmäler in Frankreich aufgenommen.
Das zweigeschossige Gebäude aus ungleichmäßigen Hausteinen besitzt an der linken, abgeschrägten Hausecke zwei Fenster. Die zwei Dachgauben des mit rechteckigen Steinplatten gedeckten Satteldaches sind mit einem skulptierten Steindekor im Stil der Renaissance geschmückt, ebenso wie der Hauseingang an der Straßenseite.
Das Erdgeschoss wurde im 19./20. Jahrhundert mehrmals verändert, so wurde in jüngster Zeit in der linken Seite ein Café eingerichtet.